# Vetulicolia
Los vetulícolas o vetulícolos (Vetulicolia) son un grupo de invertebrados extintos, posiblemente deuteróstomos primitivos, un taxón (de rango filo o subfilo, y en cuyo caso se agrupa dentro de los cordados) que engloba a varios organismos extintos del Cámbrico. El cuerpo de los vetulícolas consta de dos partes: un voluminoso cuerpo anterior, rematado con una boca situada en la parte anterior y revestido con una fila de cinco elementos de forma redonda a ovalada en cada lado, que se han interpretado como branquias (o al menos aberturas en las proximidades de la faringe); y una sección posterior que consta de siete segmentos y funciona como cola. Todos los vetulícolas carecen de apéndices conservados de cualquier tipo, no tienen patas, antenas, ni ojos. La zona de unión de las partes anterior y posterior está constreñida.
Su afinidad ha sido incierta; se ha considerado que representan artrópodos troncales y corona, vertebrados troncales, y deuteróstomos primitivos. El consenso científico general antes de 2001 los consideraba artrópodos tempranos sin extremidades, pero ahora los considera deuteróstomos tempranos. Los fósiles de Vetulicolia examinados en 2014 muestran la presencia de estructuras similares a notocordios, y se concluyó que los Vetulicolios son cordados de grupo corona y probablemente el grupo hermano de los tunicados modernos. Las investigaciones de 2017 indican más bien que los vetulícolas están relacionados con Saccorhytus, otro grupo de deuteróstomos basales.

## Afinidades

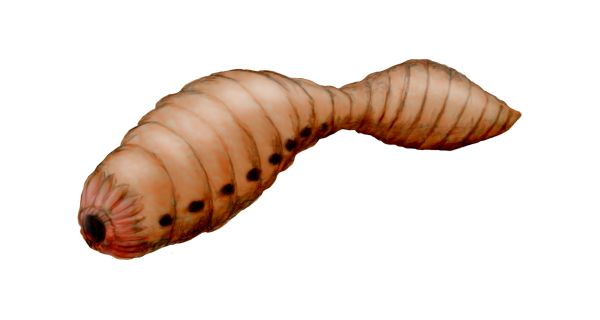
Reconstrucción de un didazoónido generalizado, concretamente Pomatrum ventralis.

El filo Vetulicolia fue definido por sus descubridores para incluir las familias Didazoonidae (con los géneros Didazoon y Xidazoon) y Vetulicolidae (con los géneros Pomatrum, Vetulicola y Banffia). Los autores proponen también que los vetulícolas están estrechamente emparentados con Yunnanozoon (un supuesto cefalocordado).
Shu (2003) sugiere que los vetulícolas representan probablemente una rama lateral temprana y especializada de deuteróstomos, lo que implicaría que la segmentación de cefalocordados y vertebrados podría derivarse del ancestro común de protóstomos y deuteróstomos.
Por otra parte, también se ha planteado la hipótesis de su afinidad con los ecdisozoos, específicamente con los quinorrincos con base en que ambos grupos comparten la presencia de placas cuticulares y orales distribuidas dentro de segmentos. Sin embargo, la carencia de dichas características en los banfozoos y en otros grupos de vetulícolas parece indicar lo contrario.
En la descripción de Skeemella, del Cámbrico medio de Utah, Briggs et al. (2005) lo relacionan con Vetulicolia, pero también sostienen que presenta características de artrópodo lo que crea dudas de la pertenencia de Vetulicolia a los deuteróstomos. Dominguez y Jefferies sobre la base de análisis morfológicos, sostienen que Vetulicola (e implícitamente otros vetulícolas) es un urocordado y, probablemente, un grupo basal de Larvacea. La posición taxonómica del filo es aún controvertida.

## Paleoecología
Por su forma superficial de renacuajo, su cola en forma de hoja o de paleta y sus diversos grados de hidrodinamismo, se supone que todos los vetulícolas descubiertos hasta ahora eran animales nadadores que pasaban gran parte de su tiempo, si no todo, viviendo en la columna de agua. Algunos grupos, como el género Vetulicola, eran más hidrodinámicos (con quillas ventrales) que otros, como los Didazoonidae, que son similares a renacuajos.
Dado que todos los vetulícolas tenían bocas sin características para masticar o agarrar, se asume automáticamente que no eran depredadores, Dado que los vetulícolas poseían hendiduras branquiales, muchos investigadores consideran a estos organismos como planctívoros. Los rellenos de sedimentos en los intestinos de sus fósiles han llevado a algunos a sugerir que eran detritívoros. Esta idea ha sido discutida, ya que los detritívoros tienden a tener intestinos rectos, mientras que los intestinos posteriores de los vetulícolas tenían forma de espiral. Algunos investigadores proponen que los vetulícolas eran "detritívoros selectivos" que nadaban activamente de una región del fondo marino a otra, mientras complementaban su nutrición con la alimentación por filtración.

## Clasificación
- Filo Vetulicolia
  - Orden Vetulicolida
    - Familia Vetulicolidae
      - Género Vetulicola
        - Especie Vetulicola rectangulata
        - Especie Vetulicola cuneata
        - Especie Vetulicola gangtoucunensis
        - Especie Vetulicola longbaoshanensis
        - Especie Vetulicola monile

      - Género Banffia
        - Especie Banffia constricta
        - Especie Banffia confusa

      - Género Ooedigera[10]
        - Especie Ooedigera peeli

      - Género Yuyuanozoon[5]
        - Especie Yuyuanozoon magnificissimi

    - Familia Didazoonidae
      - Género Didazoon
        - Especie Didazoon haoae

      - Género Xidazoon
        - Especie Xidazoon stephanus

  - ?Orden Yunnanozoa
    - Familia Yunnanozoonidae
      - Género Yunnanozoon
        - Especie Yunnanozoon lividum

      - Género Haikouella
        - Especie Haikouella lanceolata

    - Familia Heteromorphidae
      - Género Heteromorphus
        - Especie H. longicaudatus